# Albert Kinel
Albert Kinel (* 21. April 1825 in Rosenberg/Schlesien; † 9. Februar 1911 in Berlin) war ein deutscher Architekt und Eisenbahnbeamter.

## Beruf
Albert Kinel war der Sohn des Bürgermeisters von Rosenberg. Im Jahr 1848 legte er die Maurermeisterprüfung, 1850 die Privat-Baumeisterprüfung an der Berliner Bauakademie ab und war danach in Berlin als Privatbaumeister tätig. Von 1851 bis 1855 entstand nach den Fassadenentwürfen von Vinzenz Statz unter seiner Leitung das Hauptgebäude des St. Hedwigs-Krankenhauses in der Großen Hamburger Straße 5–11 in Berlin. 1857 folgte die Prüfung an der Bauakademie zum Regierungsbaumeister, was ihm den Eintritt in den Staatsdienst ermöglichte. 
Zuerst arbeitete er bei der Köln-Gießener und der Berlin-Potsdam-Magdeburger Eisenbahngesellschaft, wurde 1865 Eisenbahnbaumeister bei der Niederschlesisch-Märkischen Eisenbahn, dann Eisenbahnbauinspektor und Baurat. Im Krieg von 1866 war er für den Betrieb der Bahnstrecken Görlitz–Dresden und Löbau–Reichenberg (heute: Liberec) zuständig. In diesem Krieg eroberte Preußen auch das Kurfürstentum Hessen und gelangte so in den Besitz der Friedrich-Wilhelms-Nordbahn. 1866/67 wurde Albert Kinel deren technisches Direktionsmitglied, 1867 technisches Mitglied der Nachfolgeorganisation, der Königlichen Eisenbahndirektion Kassel. Am 29. Juni 1868 erhielt er seine Ernennung zum Regierungs- und Baurat. Mitte 1869 wechselte er zur Eisenbahnabteilung des preußischen Handelsministeriums und wurde dort im September desselben Jahres Geheimer Baurat und Vortragender Rat. Im Krieg 1870/71 gehörte er zum Stab der preußischen Armee und dort zu der Kommission, die den Truppentransport organisierte. In diesem Zusammenhang erhielt er eine Reihe von Orden, das Eiserne Kreuz, den Roten Adlerorden vierter Klasse, bayerische, württembergische und sächsische Orden.
Ende 1871 wurden die Kaiserliche Generaldirektion der Eisenbahnen in Elsaß-Lothringen und damit die Reichseisenbahnen in Elsaß-Lothringen gegründet. Aufsichtsbehörde war zunächst direkt das Reichskanzleramt, da das Reich für diese Aufgabe keine oberste Behörde hatte. Albert Kinel wechselte dafür in die Reichskanzlei. 1873 wurde er zum Geheimen Oberregierungsrat befördert und 1879 Vertreter des Deutschen Reichs im Verwaltungsrat der Gotthardbahn-Gesellschaft.
1878 gründete das Deutsche Reich dann doch eine eigenständige oberste Eisenbahnbehörde für die Reichseisenbahnen in Elsaß-Lothringen, das Reichsamt für die Verwaltung der Reichseisenbahnen in Elsaß-Lothringen. Deren Leiter wurde Albert Kinel von 1880 bis 1892. Ab 1883 war er Wirklicher Geheimer Oberregierungsrat. Ende 1891 trat er in den Ruhestand.

## Ehrenamtliche Engagements
Vorstandsmitglied des Architektenvereins war er von 1873 bis 1875. 1898 wurde er Ehrenmitglied des Vereins.
Ebenso war er ab 1880 Mitglied der Preußische Akademie des Bauwesens und von 1895 bis 1901 deren Präsident.